# Detmer Beukenhorst
Detmer Helenius Beukenhorst (Alkmaar, 22 juni 1946) is een Nederlands jurist en voormalig vicepresident van de Hoge Raad der Nederlanden.
Beukenhorst, zoon van een chirurg en een hoofdverpleegster, studeerde Slavische talen te Amsterdam van 1964 tot 1970, waarbij hij zijn kandidaatsexamen behaalde in het Russisch en zich vervolgens specialiseerde in het Servo-Kroatisch. Hij was tevens lid van het Amsterdams Studenten Corps. Tijdens zijn studie trouwde hij met Willemien Bolkestein. Na zijn militaire dienst studeerde Beukenhorst Nederlands recht van 1971 tot 1976, waarna hij rechterlijk ambtenaar in opleiding werd bij de Rechtbank Amsterdam. Na afronding van die opleiding, in 1982, werd hij gerechtsauditeur en rechter-plaatsvervanger bij diezelfde rechtbank, en een jaar later rechter. In 1987 werd hij benoemd tot raadsheer bij het Gerechtshof Amsterdam.
Op 15 april 1996 werd Beukenhorst aanbevolen voor benoeming in de Hoge Raad, ter vervanging van Albert de Moor, die raadsheer in buitengewone dienst werd. De benoeming volgde op 18 juli van dat jaar, in de belastingkamer; vanaf 2002 was hij lid van de civiele kamer. Toen Pieter Neleman in 2005 ontslag nam, volgde Beukenhorst hem op als vicepresident en voorzitter van de civiele kamer; hij zou deze functie behouden tot 1 juni 2011, toen hij ontslag nam en werd opgevolgd door Ernst Numann. Beukenhorst is een geoefend violist.
Detmer Beukenhorst was tussen 1988 en 2020 voorzitter van de Reclame Code Commissie en het College van Beroep.